# Holothuria surinamensis
Holothuria surinamensis är en sjögurkeart som beskrevs av Ludwig 1875. Holothuria surinamensis ingår i släktet Holothuria och familjen Holothuriidae. Inga underarter finns listade i Catalogue of Life.